# Базиліка Санта-Марія-дель-Піно
Базиліка Санта Марія дель Піно (ісп. Basílica de Santa María del Pino, дослівно перекладається як Базиліка Діви Марії із Сосни) — готична церква 15-го століття в місті Барселона, Каталонія, Іспанія. Він розташований на площі Plaça del Pi, в готичному кварталі міста.

## Історія
Відомо, що на цьому місці за межами мурів міста на захід від Барселони 987-го року існувала церква. Це була невелика романська церква, збудована на честь Діви Марії. Більша частина церкви була збудована в період між 1319 та 1391 роками, а відкрита 17 червня 1453 року. За стилем церква була каталонською готикою, з одним нефом, майже не оздоблена орнаментами. На кошти, пожертвувані королем Педро IV в 1379 році, почалося будівництво дзвіниці, яке завершилося роботами, які проводив Бартомеу Мас, між 1460 роком до його смерті в 1497. Каплицю де ла Санг також побудував Бартомеу Мас у 1486 році.
1428-го року значні пошкодження церкви, особливо її фасаду, спричинив землетрус.
Храм постраждав і під час бомбардувань в 1714 під час війни за іспанську спадщину і через вибух не пов'язаного з ним відвалу боєприпасів, що спричинило руйнування пресвістерії і знищило основні частини вівтаря із усіма орнаментами і оздобленнями що були там, хоча зображення Діви Марії та інші картини тоді збереглися. Також було пошкоджено прибічну каплицю та вітражні вікна нефа, які було розбито під час облоги. Церква залишається без вкрадених дзвонів і зруйнованим храмом. Починаючи з 1717, почалися роботи з відновлення храму, які виконував Джоан Фітер, але перший проект з реставрації не було завершено аж до 1863—1884, після роботи Франциско де Паула дель Вільяр і Лозано. Було відновлено дахи капличок, передній і задній фасади. Було також знищено декорації храму у стилі бароко. До 1915 їх відновили знов.
В 1936 церква зайнялася вогнем, навмисно спричиненим анархістами, які хотіли зруйнувати будівлю. Церква була відновлена після закінчення громадянської війни.

## Фасади

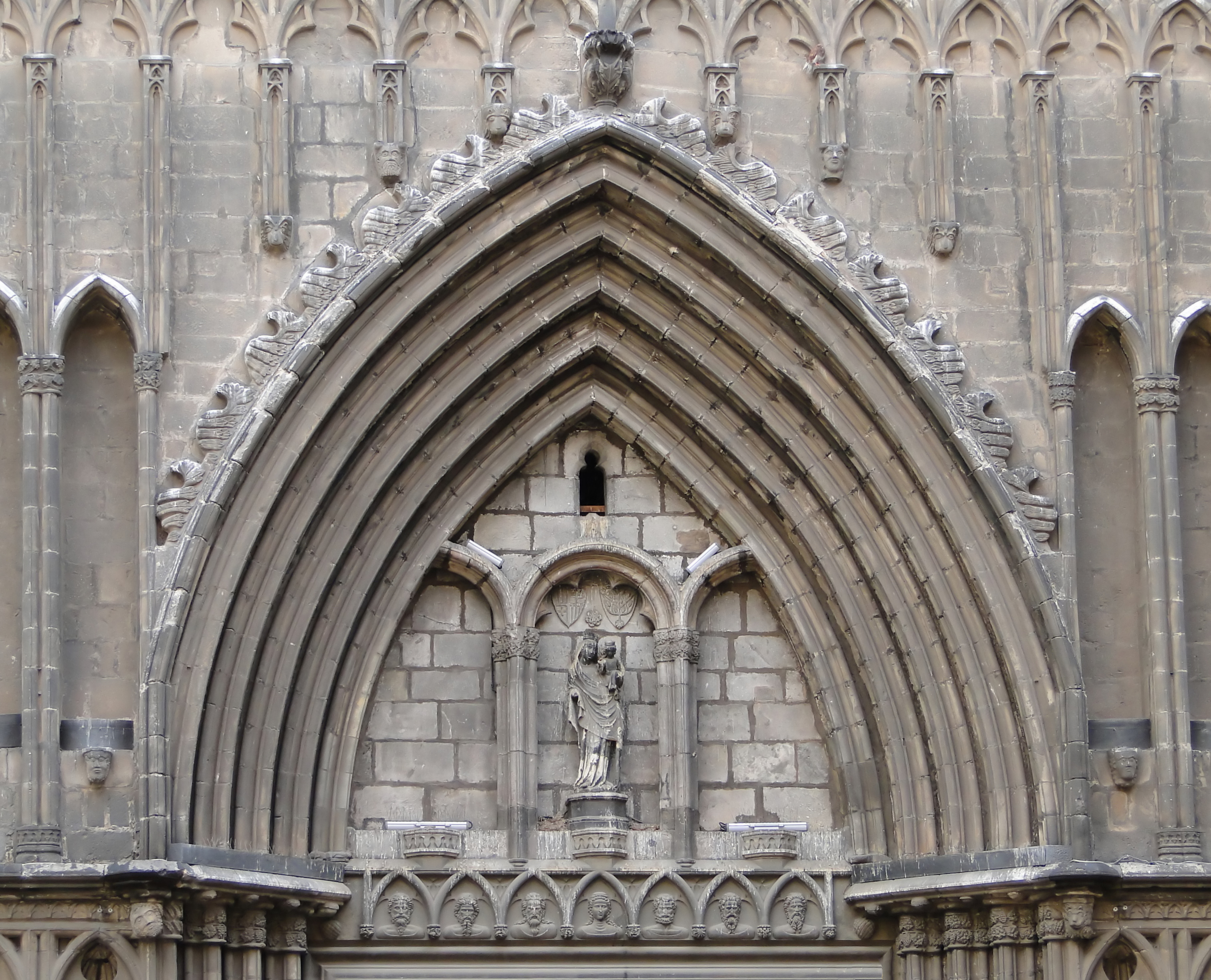
Тимпан

Передній фасад базиліки має велике вікно в формі троянди, що є точним відтворенням 1940 року оригінального вікна, яке було зруйноване під час пожежі 1936. Воно знаходиться під готичною аркою основного входу.
Тимпан при головному вході розділено двома невеликими колонами на три аркові секції. В центральній секції знаходиться скульптура Мадонни і дитини, а над нею розміщений герби міста і парафії.
Бічний фасад має чільний контрафорс, який підтримує вагу арок і зводів нефа. Між кожною з пар контрафорсів побудоване ланцетне вікно. В середині цього фасаду знаходяться Двері Авемарії.
Задній фасад також має контрафорси і ланцетні вікна, які освітлюють напівкруглу апсиду. Позаду апсиди є старовинні двері з 1578 року, які раніше дозволяли потрапити до церкви через задній фасад.
Через роки сполучення із прилеглими будинками затьмарили стародавні стіни церкви.

## Дзвіниця

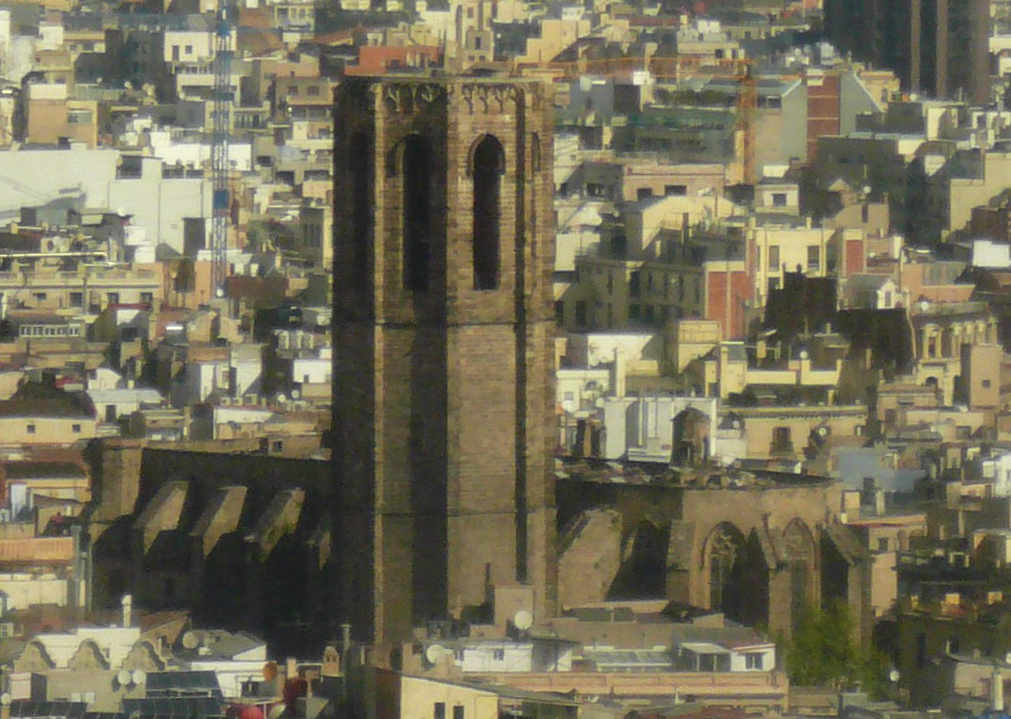
Вид на дзвіницю церкви.

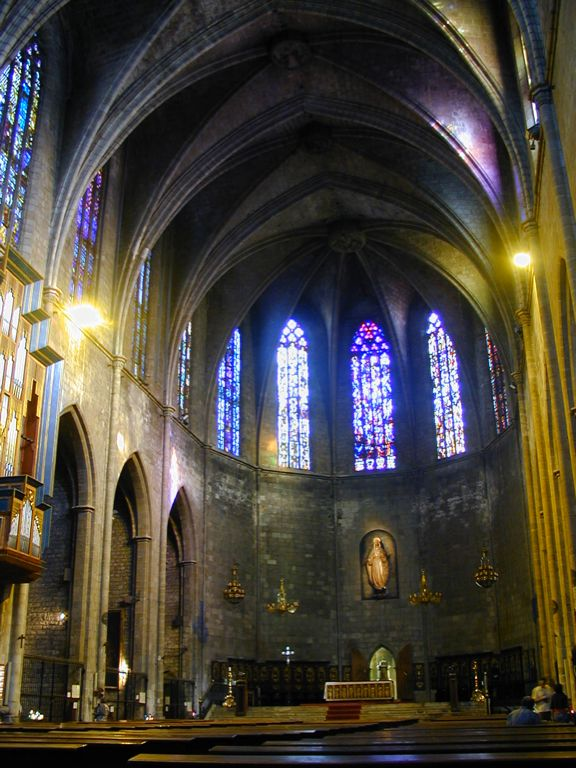
Інтер'єр церкви.

Дзвіниця маж восьмикутну форму, і здіймається вгору на 54 метрів. Стіни в основі дзвіниці завширшки в 3,55 метрів. Вона має шість дзвонів, найбільший з яких "Антонія", має діаметр в 1,4 метри і вагу 1806 кілограм. Будівництво дзвіниці почалося в 1460, під керівництвом архітектора Бартомеу Маса, і було завершено в 1497.